# Società di giustizia e concordia

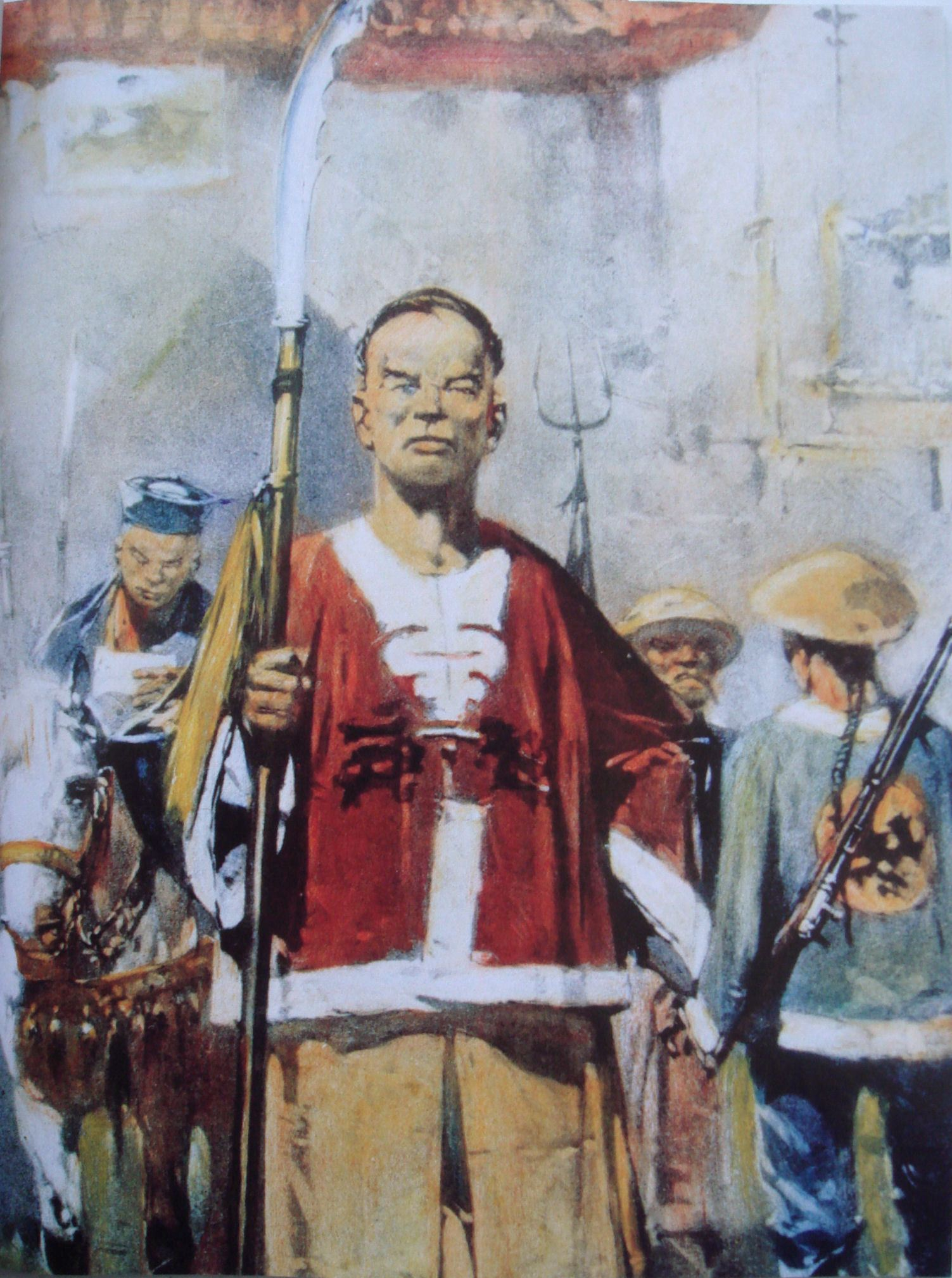
Boxers, dipinto di Johannes Koekkoek circa 1900.

La società di giustizia e concordia era una società segreta fondata nella provincia dello Shandong da persone che erano state portate alla rovina dall'imperialismo e da disastri naturali.
I membri erano detti anche boxer, tradotto letteralmente pugile, è dovuto al fatto che inizialmente questo movimento si chiamava Yihequan (义和拳) traducibile come Pugni di giustizia e concordia ed i mezzi di informazione occidentale utilizzarono semplicemente la traduzione del termine Quan (Pugno). In un secondo momento, quando vi fu un riconoscimento da parte del governo imperiale, questa società segreta cinese assunse il nome Yihetuan (义和团).
Il movimento era eterogeneo e comprendeva altre associazioni quali Hongquan, Meihuaquan, Dadaohui e Shenquan.

## Yihequan
La "Scuola di Pugilato della Giustizia e della Pace" (Yihequan) è il nome di un'associazione illegale che viene utilizzato nel corso di varie rivolte a partire dal 1700. Esso assume un ruolo di rilievo nella Storia Mondiale quando viene coinvolto nella cosiddetta "Ribellione dei Boxer".

### La traduzione del nome
"Yihequan"' (in pinyin) 义和拳, I Ho Ch'uan (in Wade-Giles)
- Yi 义 significa "giustizia", "rettitudine"
- He 和 significa "armonia", "amicizia", "pace", ecc.
- Quan 拳 significa "pugno", ma in questo contesto può essere reso come "pugile" o come "scuola di pugilato".

### Il ruolo storico
Questo nome si è legato indissolubilmente a quella che è conosciuta in occidente come Rivolta dei Boxer ed in questo ambito il nome sarebbe stato utilizzato per la prima volta da un maestro di Meihuaquan: Zhao Sanduo. In realtà il nome ha un'origine più antica ed è stato associato alla rivolta di Wang Lun nel 1774 e a quella Baguajiao del 1813 in particolare a Feng Keshan. Questo nome è spesso usato da alcune Sette ed alcune Scuole di Pugilato come Liguajiao, Hongquan, Liutangquan, ma specialmente come tratto comune dal Meihuaquan, tanto che alcuni storici sono propensi a ipotizzare che sia un nome che il Meihuaquan assume quando entrava in collaborazione con altre sette o scuole, oppure quando veniva coinvolto in attività illecite.
In un secondo momento, quando gli Yihequan ricevettero l'appoggio Imperiale mutarono il loro nome in Yihetuan. Per alcuni storici questo cambiamento di nome sottolinea un'evoluzione della rivolta stessa ed un cambiamento significativo del movimento, che, se in precedenza era anti-dinastico, si trasforma in gruppi filo imperiali condotti dai signorotti locali e dai funzionari governativi. In questa fase il governo imperiale raccomanda di distinguere tra Yihetuan buoni e cattivi, favorendo i primi e reprimendo i secondi.
Gli Yihequan avevano infatti il motto «Rovesciare i Ch'ing, spazzare via gli stranieri»
(Enrica Collotti Pischel)

## Yihetuan
Yihetuan (义和团S, YìhétuánP) è tradotto con Società di giustizia e concordia, più conosciuto come Boxer. Il nome Yihetuan 义和团 in realtà ha un altro significato. Infatti "tuan" 团 sta per gruppo, ed è il nome che solitamente si utilizzava per i gruppi di autodifesa dei villaggi, quindi la traduzione più attendibile sarebbe "Gruppo o Gruppi della giustizia e dell'armonia" e deriva dalla modificazione del termine Yihequan utilizzato in precedenza. È da questa prima denominazione che fu coniato dai cronisti e dai missionari occidentali il termine impreciso di "Boxer".
(John King Fairbank)
Il termine Yihetuan va quindi ad indicare una nuova fase della rivolta, fase in cui intervengono i notabili ed i latifondisti cinesi ed il movimento ne riconosce la guida, segnatamente al fatto di proteggere la dinastia regnante.
I primi ad ipotizzare questa transizione per gli Yihequan sono gli amministratori della regione di Dongchang e del distretto di Guanxian in un rapporto del giugno 1898 inviato a Zhang Rumei (张汝梅), allora governatore dello Shandong.
Proprio grazie all'opera di Zhang Rumei e Yu Xian (毓贤) si favorirà l'integrazione degli Yihequan negli Xiangtuan (乡团) accettata dalla corte imperiale.
Questo movimento nella storia tradizionale occidentale è considerato come il prodotto di inciviltà, irrazionalità, superstizione che culminarono in un sentimento xenofobo di rifiuto dello straniero presso la gente comune. È in questo ambito che nasce l'espressione pericolo giallo
(Hermann Shreiber)
D'altro canto oggi si riconosce l'importanza di questo movimento per l'avvento negli anni successivi (1911) della Repubblica Cinese, ed il governo della Repubblica Popolare Cinese ne esalta il ruolo patriottico e anti-imperialista; inoltre a livello storiografico si tende a vederlo come reazione all'aggressività imperialistica giapponese e occidentale.

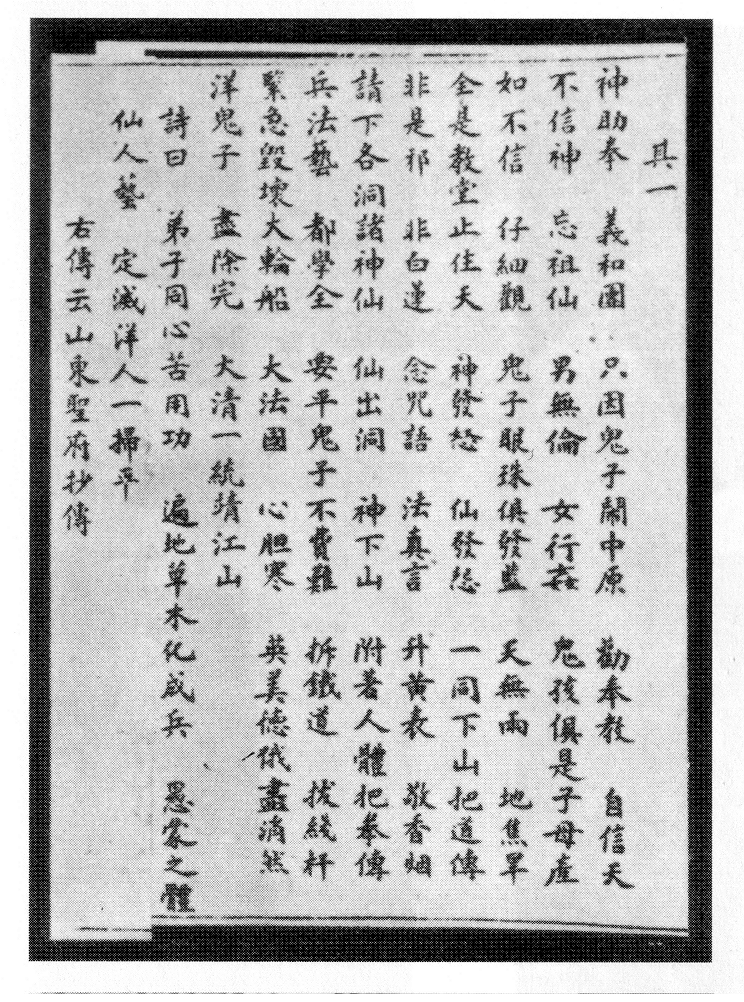
Manoscritto distribuito dagli Yihetuan

(Enrica Collotti Pischel)

## Il sentimento anticristiano
Originari dello Shandong (Shantung in Wade-Giles), i Boxers si opposero fermamente alle missioni cattoliche, al tempo in declino, e alle missioni protestanti in fervida attività, alle legazioni e ai consolati stranieri. La loro reazione fu particolarmente influenzata dalle attività missionarie praticate dai cristiani, che furono interpretare come forme di proselitismo aggressivo e violento. «I cristiani insidiano l'universo», era il loro slogan, «e con l'appoggio degli europei si comportano arrogantemente, insultano la povera gente, opprimono la dinastia Qing, offendono le consuetudini sacre sopprimendo il culto dei santi. I loro capi costruiscono grandi templi sulle rovine delle nostre venerate pagode; ingannano la gente incolta, rovinano la gioventù, strappano cuori e occhi per ricavarne filtri magici».
La repressione contro i cristiani fu molto violenta: sono centinaia i martiri (tra sacerdoti, religiosi, suore e laici) venerati come santi e beati dalla Chiesa Cattolica.
Nel maggio del 1900 provocarono una grande e generale sollevazione della popolazione cinese contro gli stranieri, che rappresentò l'antefatto della cosiddetta Ribellione dei Boxer in cui le potenze occidentali unitamente al Giappone ed alla Russia attaccarono ufficialmente la Cina, come reazione al movimento xenofobo.
I tre principali episodi dell'insurrezione furono:
1. Il blocco della ferrovia Pechino-Tientsin;
2. L'Assedio delle legazioni internazionali di Pechino;
3. L'uccisione nelle province di stranieri e cinesi cristiani.

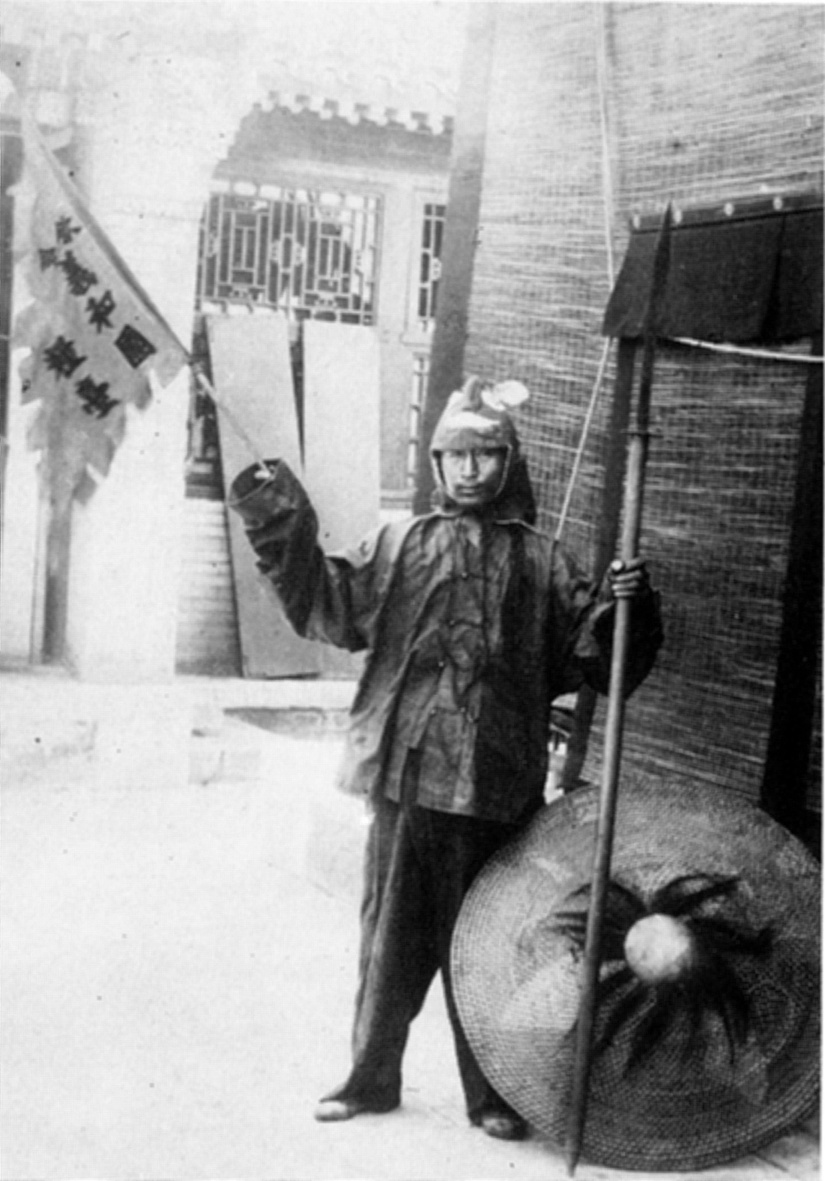
Un yihequan.

Le otto potenze straniere che occupavano tredici delle diciotto regioni cinesi erano:
- Austria-Ungheria
- Francia
- Germania
- Giappone
- Italia
- Regno Unito
- Russia
- Stati Uniti

L'azione degli occidentali sboccò prima nell'occupazione di Tientsin e quindi in quella di Pechino, da cui era fuggita la corte. I rivoltosi furono giustiziati e ciascun settore di Pechino venne affidato ad una potenza straniera, i soldati della quale furono autorizzati ad agire come volessero tanto che un funzionario confessò: «Si provava vergogna di essere europei». La conseguenza di questa guerra, negativa per la Cina, fu il pagamento da parte cinese di una notevole indennità, la concessione agli stati stranieri del diritto di far risiedere delle proprie truppe nel Quartiere delle Legazioni di Pechino eretto a questo scopo, nonché la punizione dei principali esponenti dei boxer.

### La missione gesuita bicentenaria
L'operato missionario in Cina iniziò trecento anni prima condotta dalla Compagnia di Gesù con padre Matteo Ricci già dal 1582. Duecento anni dopo la Chiesa di Roma tolse la missione ai gesuiti e la consegnò ai domenicani contro i quali nel giro di un secolo insorsero i boxer.